# Тони Хор
Сер Чарлс Ентони Ричард Хор (енгл. Sir Charles Antony Richard Hoare; Коломбо, 11. јануар 1934) је британски научник који је познат је као творац квиксорта, једног од најпознатијих алгоритама за сортирање. Такође је засновао Хорову логику за верификацију коректности програма и формални језик ЦСП.